# Evika Siliņa
Evika Siliņa, född 10 juni 1975 i Riga, är en lettisk politiker som är Lettlands premiärminister sedan 15 september 2023. Före utnämnandet var hon socialminister i Krišjānis Kariņš regering.

## Utbildning och politisk karriär
Siliņa föddes i Riga. Hon studerade på 1990-talet vid Lettlands universitet, där hon tog en examen i juridik, och fortsatte sedan sina studier vid Rīgas Juridiskā augstskola där hon 2001 tog en magisterexamen och blev civilingenjör inom internationell och europeisk rätt.
Mellan 2003 och 2012 arbetade hon som affärsjurist. Från 2013 till 2019 var hon statssekreterare (parlamentārais sekretārs) vid inrikesdepartementet.
Då den sittande premiärministern Krišjānis Kariņš avgick efter problem med att utvidga den sittande koalitionsregeringen föreslogs Siliņa av sitt parti att ta över posten.
Hon utsågs till premiärminister den 15 september 2023. I ett tal i samband med den formella utnämningen lovade hon ökade ekonomiska resurser till att öka Lettlands säkerhet, med hänsyn till grannlandet Rysslands invasion av Ukraina. Vid sitt första Bryssel-besök som premiärminister tydliggjorde Siliņa att hennes regering kommer att ha en pro-europeisk utgång och att man stöttar Ukrainas ansökan om medlemskap i Nato.